# Pediobius bruchicida
Pediobius bruchicida är en stekelart som först beskrevs av Camillo Rondani 1872.  Pediobius bruchicida ingår i släktet Pediobius och familjen finglanssteklar. Arten är reproducerande i Sverige. Inga underarter finns listade i Catalogue of Life.